# Abraham de Vries

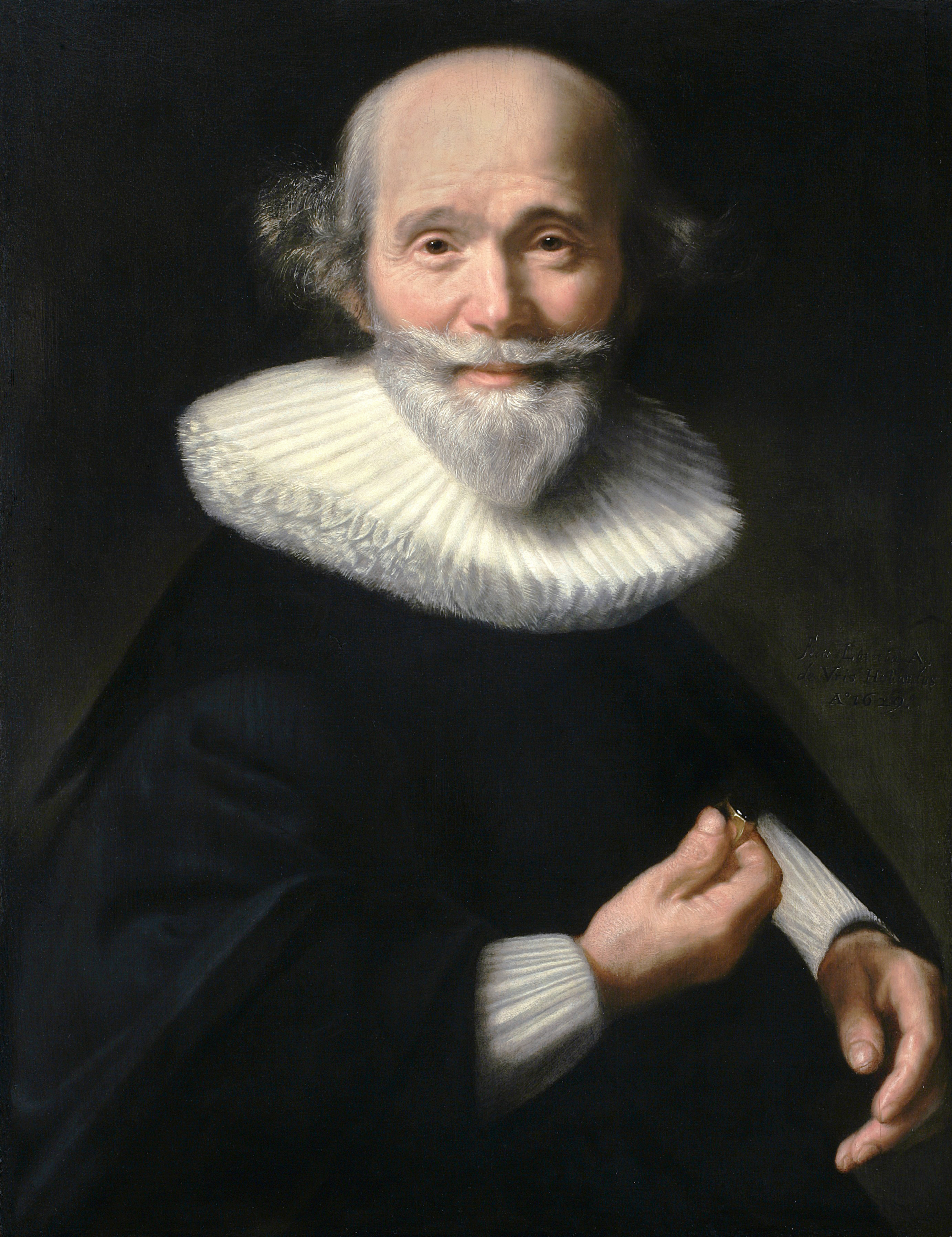
de Vries, ritratto di un uomo, 1629

Abraham de Vries (Rotterdam, 1600 circa – L'Aia, 1650 o 1652) è stato un pittore olandese.

## Biografia
Sotto l'influenza di Thomas de Keyser divenne uno dei più importanti ritrattisti della scuola olandese, le cui opere si distinguono non solo per il potere espressivo e le dimensioni del concepimento, ma anche per la scrupolosa lezione e l'eccellente trattamento del chiaroscuro. 
De Vries visse e lavorò a lungo ad Amsterdam prima di stabilirsi a L'Aia nel 1643, dove morì nel 1650 o 1652. 
I suoi dipinti sono esposti nei musei di Amsterdam, Dresda, Gotha, Lille, New York e Rotterdam.

## Opere
- Ritratto di Erminia van Beresteyn, circa 1620, olio su pannello, 73,2 × 60,5 cm
- Autoritratto, 1621, olio su tela, 79,5 × 64,8 cm, Amsterdam, Rijksmuseum
- Groepsportret van de regenten van het Burgerweeshuis te Amsterdam, 1633, olio su tela, 257 × 401 cm, Museo di Amsterdam